# 7561 Patrickmichel
A 7561 Patrickmichel (ideiglenes jelöléssel 1986 TR2) a Naprendszer kisbolygóövében található aszteroida. Edward L. G. Bowell fedezte fel 1986. október 7-én.